# Drzewo Żalu
Drzewo Żalu (ros. Древо скорби) – pomnik upamiętniający ofiary ataku terrorystycznego, który miał miejsce w mieście Biesłan w Federacji Rosyjskiej dnia 1 września 2004 roku. Znajduje się na pamiątkowym cmentarzu Miasto Aniołów w Biesłanie.
W ataku terrorystycznym przeprowadzonym przez rebeliantów czeczeńskich zginęło wówczas 385 osób z czego blisko 171 stanowiły dzieci. Pomnik został zainstalowany na cmentarzu miejskim w Biesłanie w sierpniu 2005 roku. Przedstawia pień drzewa utworzony przez cztery kobiece postacie. Koronę drzewa tworzą wyciągnięte ręce kobiet, które prowadzą małe anioły symbolizujące zmarłe dzieci. Autorami rzeźby są rosyjscy rzeźbiarze Alan Karnajew, oraz Zaurbek Dzanagow. Rzeźba ma wysokość 9 metrów.